# Timber Lake Trail
Le Timber Lake Trail est un sentier de randonnée américain dans le comté de Grand, au Colorado. Il est situé au sein du parc national de Rocky Mountain, où il dessert le lac Timber.